# Rumień nekrotyczny wędrujący

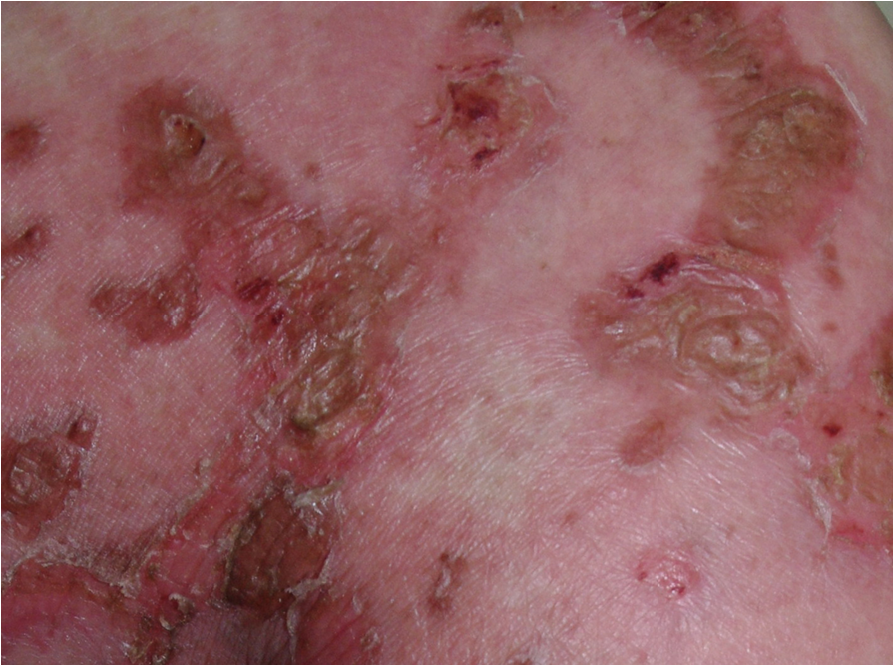
Rumień nekrotyczny wędrujący, widziany w okolicach pośladków.

Rumień nekrotyczny wędrujący, nekrotyczny rumień wędrujący – schorzenie towarzyszące (w ponad 80% przypadków) glukagonomie, nowotworowi trzustki wywodzącemu się z komórek alfa (wytwarzających glukagon). 

## Objawy i przebieg
Charakteryzuje się znacznie podwyższonym poziomem glukagonu we krwi oraz umiarkowanie nasiloną cukrzycą, słabo reagującą na insulinę. W badaniach laboratoryjnych można stwierdzić również znacznie obniżony poziom cynku oraz aminokwasów we krwi. Może pojawić się zakrzepica żylna, niedokrwistość normocytarna, normochromiczna. Charakterystycznymi objawami jest występowanie rozległych zmian rumieniowo-wysiękowych, szerzących się obwodowo, cechujących się nasilonym spełzaniem naskórka (stąd częste pomyłki i w diagnozie – różnicowanie z pęcherzycą liściastą oraz z toksyczną nekrolizą naskórka). Dodatkowe objawy to często występujące rozlane łysienie rozlane oraz żywoczerwone zabarwienie języka, zapalenie kącików ust oraz paronychia. Zmiany ustępują po usunięciu guza, aczkolwiek często nawracają, gdyż rumień nekrotyczny wędrujący pojawia się najczęściej w zaawansowanej chorobie, w której występują już mnogie przerzuty. 
Niekiedy nekrotyczny rumień wędrujący nie towarzyszy nowotworowi trzustki, lecz związany jest z marskością wątroby lub zapaleniem trzustki. Nie stwierdzono natomiast zależności występowania tej choroby z wysokim poziomem glukagonu. 
Niektóre badania wskazują niedobór aminokwasów i cynku jako patogenezę rumienia, aczkolwiek wskazania te nie są jednoznaczne, gdyż suplementacja ww. składników doprowadziła do remisji tylko u niektórych pacjentów. Najprawdopodobniej etiologia zespołu jest wieloczynnikowa.

## Częstość występowania
Od 1942 roku, w którym po raz pierwszy rozpoznano zespół glukagonoma, na świecie stwierdzono około 200 przypadków.

Przeczytaj ostrzeżenie dotyczące informacji medycznych i pokrewnych zamieszczonych w Wikipedii.